# جيرهارد براون
جيرهارد براون هو سياسي ألماني، ولد في 28 ديسمبر 1923 في فرملزكيرشن في ألمانيا، وتوفي في 23 أكتوبر 2015. نشط حزبياً في الاتحاد الديمقراطي المسيحي. وقد انتخب عضو في البوندستاغ الألماني خلال فترته النيابية ‏ (13 ديسمبر 1972 – 13 ديسمبر 1976).